# Alternative Wrestling Show
L'Alternative Wrestling Show è una federazione di wrestling con sede a City of Industry, attiva dal 2002, di proprietà di Bart Kapitzke.

## Titoli
| Titolo:                            | Campione:            | Campione precedente: | Data:           | Luogo:          |
| ---------------------------------- | -------------------- | -------------------- | --------------- | --------------- |
| AWS Heavyweight Championship       | Brandon Gatson       | Extreme Loco         | 26 gennaio 2013 | San Bernardino  |
| AWS Tag Team Championship          | The Ballard Brothers | The LA Fuckers       | 21 marzo 2010   | Rowland Heights |
| AWS Light Heavyweight Championship | Sindarin             | Peter Avalon         | 19 giugno 2010  | Rowland Heights |
| AWS Women's Championship           | Christina Von Eerie  | Aiden Riley          | 21 marzo 2010   | Rowland Heights |